# Greece Juniors
Das Greece Juniors (auch Greece Junior International oder Hellas Junior International genannt) ist im Badminton die offene internationale Meisterschaft von Griechenland für Junioren und damit das bedeutendste internationale Juniorenturnier in Griechenland. Es wurde erstmals im Dezember 2015 ausgetragen.

## Die Sieger
| Saison    | Herreneinzel        | Dameneinzel       | Herrendoppel                         | Damendoppel                     | Mixed                              |
| --------- | ------------------- | ----------------- | ------------------------------------ | ------------------------------- | ---------------------------------- |
| 2015      | Dragoslav Petrović  | Aliye Demirbağ    | Luka Milić Dragoslav Petrović        | Kader İnal Fatma Nur Yavuz      | Melih Turgut Fatma Nur Yavuz       |
| 2016      | Toma Junior Popov   | Lole Courtois     | Thomas Baures Toma Junior Popov      | Marine Hadjal Lole Courtois     | Eloi Adam Lole Courtois            |
| 2017      | Luka Milić          | Maria Delcheva    | Vojtěch Lapáček Azmy Qowimuramadhoni | Zehra Erdem İlayda Nur Özelgül  | Emre Sönmez İlayda Nur Özelgül     |
| 2018      | Christopher Grimley | Nazlıcan İnci     | Sergej Lukić Mihajlo Tomić           | Hristomira Popovska Vlada Gynga | Iliyan Stoynov Hristomira Popovska |
| 2019      | Huang Yu-kai        | Clara Lassaux     | Georgii Lebedev Egor Velp            | Wang Szu-min Wei Wan-yi         | Huang Yu-kai Wei Wan-yi            |
| 2020 2024 | nicht ausgetragen   | nicht ausgetragen | nicht ausgetragen                    | nicht ausgetragen               | nicht ausgetragen                  |